# 오혜숙
오혜숙(吳惠淑, 1959년 1월 4일 ~ )은 대한민국의 성우이다. 1982년 MBC에 입사했으며, 현재는 MBC 8기이다. 문화방송 성우극회 소속.

## 출연작품

### 애니메이션
- 금발의 제니 (MBC)
- 돌아온 페로 (MBC)
- 마르코 폴로의 모험 (MBC)
- 마법소녀 리나 (SBS) - 에리스 부르므
- 마이티 마우스 (MBC)
- 말괄량이 뱁스 (MBC) - 아기새
- 모험왕 걸리버 (MBC)
- 사랑의 천사 웨딩피치 (투니버스) - 포타모스
- 신비의 세계 엘하자드 (SBS) - 아프라만
- 알프스의 메아리 (MBC) - 마르티나
- 용감한 죠리 (MBC)
- 우주용사 다이노서 (MBC)
- 우주해적 아르카디아 (MBC)
- 윈드리아의 영웅 (MBC)
- 은하 순찰대 (MBC)
- 키다리 아저씨 (MBC)
- 표범 볼로의 모험 (MBC)
- 피터팬의 모험 (MBC) - 웬디
- 핑크 팬더 (MBC)
- 하마 유고의 모험 (MBC)

### 영화
- 악마의 4시 (MBC) - 까미유(바바라 루나)
- 특전대 네이비 씰 (SBS) - 바텐더(캐스린 드 프럼)
- 리썰 웨폰 3(MBC) - 간호사(로런 슐러 도너)
- 수호전지 영웅본색 (SBS) - 마을 주민
- 마이 걸 (MBC)
- 굿바이 마이 프렌드 (MBC)
- 그렘린 (SBS)
- 리틀 킹 (MBC)
- 빅 (SBS)
- 심동 (MBC)
- 체인 리액션 (SBS)
- 폴리스 아카데미 (MBC)

### 외화
- 빨강머리 앤 (MBC)
- 아카풀코 해변수사대 (SBS)

### 게임
- 3X3 EYES - 흡정공주 - 리 링링 / 란페이 / 간호사
- 대운동회 - 아이라 V. 로스노프스키
- 메모리즈 - 강주희
- 무인도 이야기 R - 키라라 / 유카
- 오! 나의 여신님이여 - 스쿨드
- 용기전승 플러스 - 실버

## 같이 보기
- 문화방송 성우극회